# Economia des Illes Marshall
L'ajuda del dels Estats Units és la principal font de recursos des Illes Marshall. Entre el 1986 i el 2002, les illes van rebre més d'1 mil milions de dòlars del govern nord-americà. El govern del país és la principal principal font d'ocupacions: gairebé 46% de la població activa treballen per a ell.
L'agricultura es troba concentrada en petites propietats. La petita indústria es concentra en la producció d'artesanies, processament de tonyina i copra. El turisme, que és una de les principals esperances de millora de la renda nacional, empra actualment menys del 10% de la població.
Degut a la Crisi financera global del 2007-2012, el govern va declarar l'estat d'emergència econòmica el 3 de juliol de 2008 i novament el 4 d'agost de 2008 pels increments de preus en energia i alimentació.